# アイメタルテクノロジー
株式会社アイメタルテクノロジーは、かつて存在した茨城県土浦市に本社を置く自動車用鋳物などを製造、販売するメーカーである。いすゞ自動車の連結子会社（孫会社）。
2013年、自動車部品工業・TDF（アイメタルテクノロジー同様いすゞ自動車と関係が深い）と経営統合し、共同持株会社 IJTテクノロジーホールディングスの完全子会社となった。
2019年4月1日、完全親会社のIJTテクノロジーホールディングス（株式会社IJTTに商号変更）に吸収合併され消滅。

## 沿革
- 1937年 - 自動車鋳物株式会社設立。
- 1961年 - 東京証券取引所2部上場。
- 1988年 - 三和金属工業株式会社を吸収合併。
- 2001年 - 新大洋工業株式会社を吸収合併。
- 2007年4月 - 株式会社ジックマテリアル、株式会社いすゞキャステックを吸収合併し、株式会社アイメタルテクノロジーに変更。
- 2013年9月 - 東京証券取引所上場廃止。
- 2013年 10月 - 自動車部品工業株式会社・TDF株式会社と共同株式移転により持株会社IJTテクノロジーホールディングス株式会社を設立。同社の完全子会社となる。
- 2015年6月 - 株式会社いすゞテクノサンドを吸収合併。
- 2016年12月 - 株式会社三栄製作所を吸収合併。
- 2019年4月 - IJTテクノロジーホールディングスに吸収合併され消滅[1]。

## 所在地
- 本社、技術センター、土浦工場 - 茨城県土浦市
- 技術センター、北上工場 - 岩手県北上市
- 北茨城工場 - 茨城県北茨城市